# 曼哈顿悬日
曼哈頓懸日（英語：Manhattanhenge），也稱為曼哈頓至日，是日落或日出與紐約市的曼哈頓主要街道網格的東西向街道對齊的事件。每年有兩次日出或日落與東西向街道對齊，這些日期會落在冬至和夏至附近的日期。日落對齊的日期在5月28日和7月13日左右，日出對齊發生在12月5日和1月8日左右。觀賞曼哈頓懸日的最佳地點是14街、23街、34街、42街和57街。

## 說明和細節

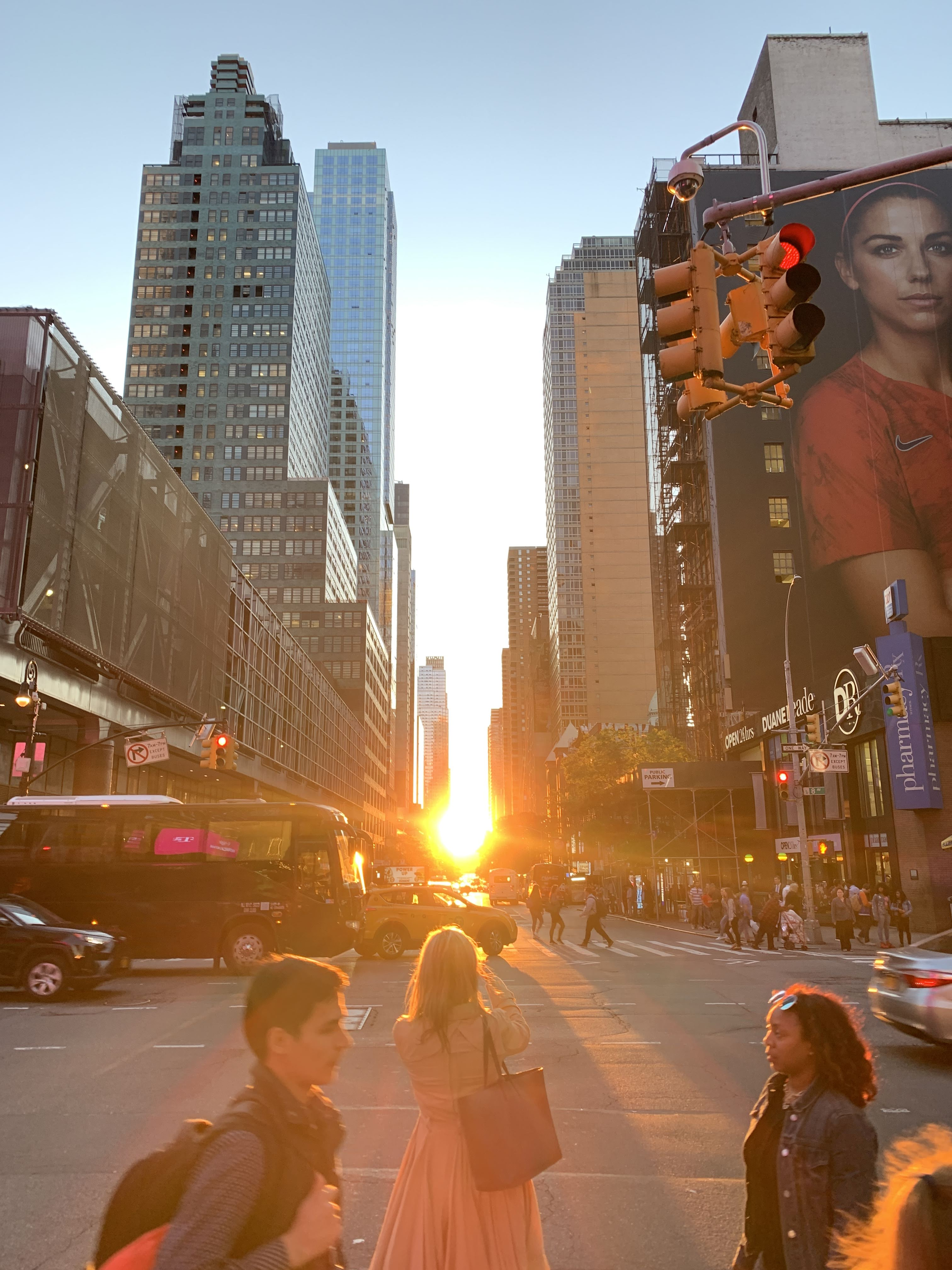
曼哈頓西42街日落(2019年)

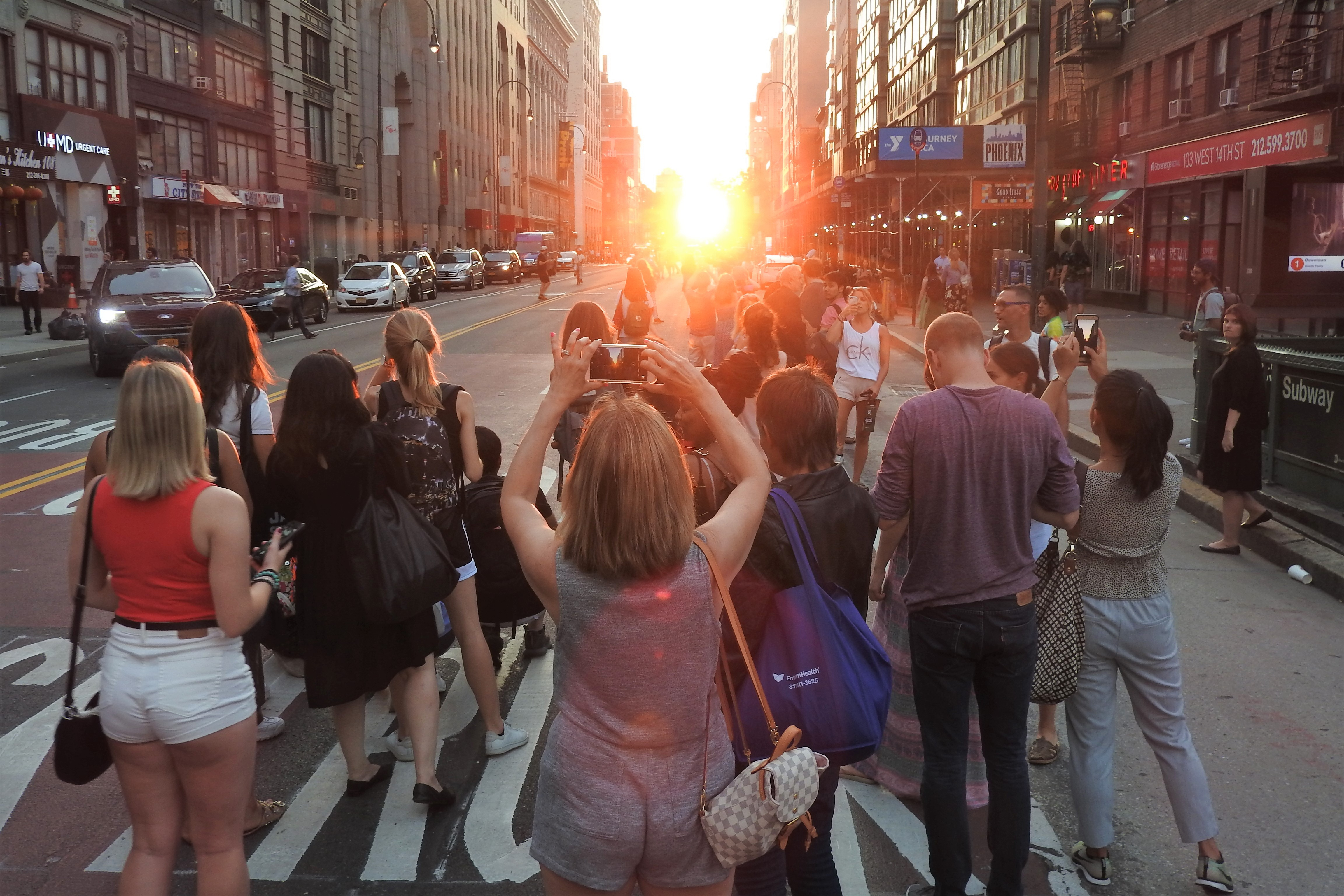
市民在街道拍攝曼哈顿悬日(2019年)

曼哈顿悬日的英文名称Manhattanhenge是美国自然历史博物馆的一位土生土長的天文物理学家奈爾·德葛拉司·泰森于2002年首次使用的。他将曼哈顿（Manhattan）与位於英国威爾特郡著名的史前紀念碑巨石阵（Stonehenge）的词根henge结合，创造了这一词语。在一次採訪中，泰森說靈感是來自童年時在第一個提出巨石陣作為古代天文天文台，用來預測太陽和星星運動的天文學家傑拉德·霍金斯率領下訪問巨石陣。根據泰森所言，他在15歲時參觀巨石陣時，太陽與巨石陣的腳根石對齊的問題就一直困擾著他。這就使他在曼哈頓命名太陽沿著街道網格落下時，就像當年思考太陽和巨石陣道路上的腳根石對齊的關聯性，讓他將曼哈頓與巨石陣連結在一起。
根據1811年計畫，曼哈頓大部分地區的街道網格與真正的東西方向順時針旋轉29°。因此，當日落的方位角是299°（也就是西偏北29°），落日會與街道的網格對齊。這種直線網格設計的街道從北邊的曼哈頓下城豪斯頓街到南邊的曼哈頓上城155街。這個令人印象深刻的視覺奇觀，發生在前一個日期的後幾天，和後一個日期的前幾天，通常稱為曼哈頓懸日。當路人沿著中心線朝西向著紐澤西洲的方向觀看時，可以看見整個太陽盤面略高於地平線，懸掛在地平線和兩側建築物的輪廓之間。日期的變化是由於日落的時間，取決於太陽消失在地平線下的時刻。
曼哈頓懸日的確實日期取決於夏至的日期。夏至的日期會因年而異，但仍在6月21日的附近。在2014年，完整太陽的曼哈頓懸日發生在5月30日晚上20:18和（地方平時）和7月11日晚上20:24。近年來，這項活動越來越受到人們的關注。
曼哈頓網格上的街道與日出對齊的日期在冬至的前後均勻的間隔，大約對應於12月5日和1月8日。

## 近幾年發生的日期

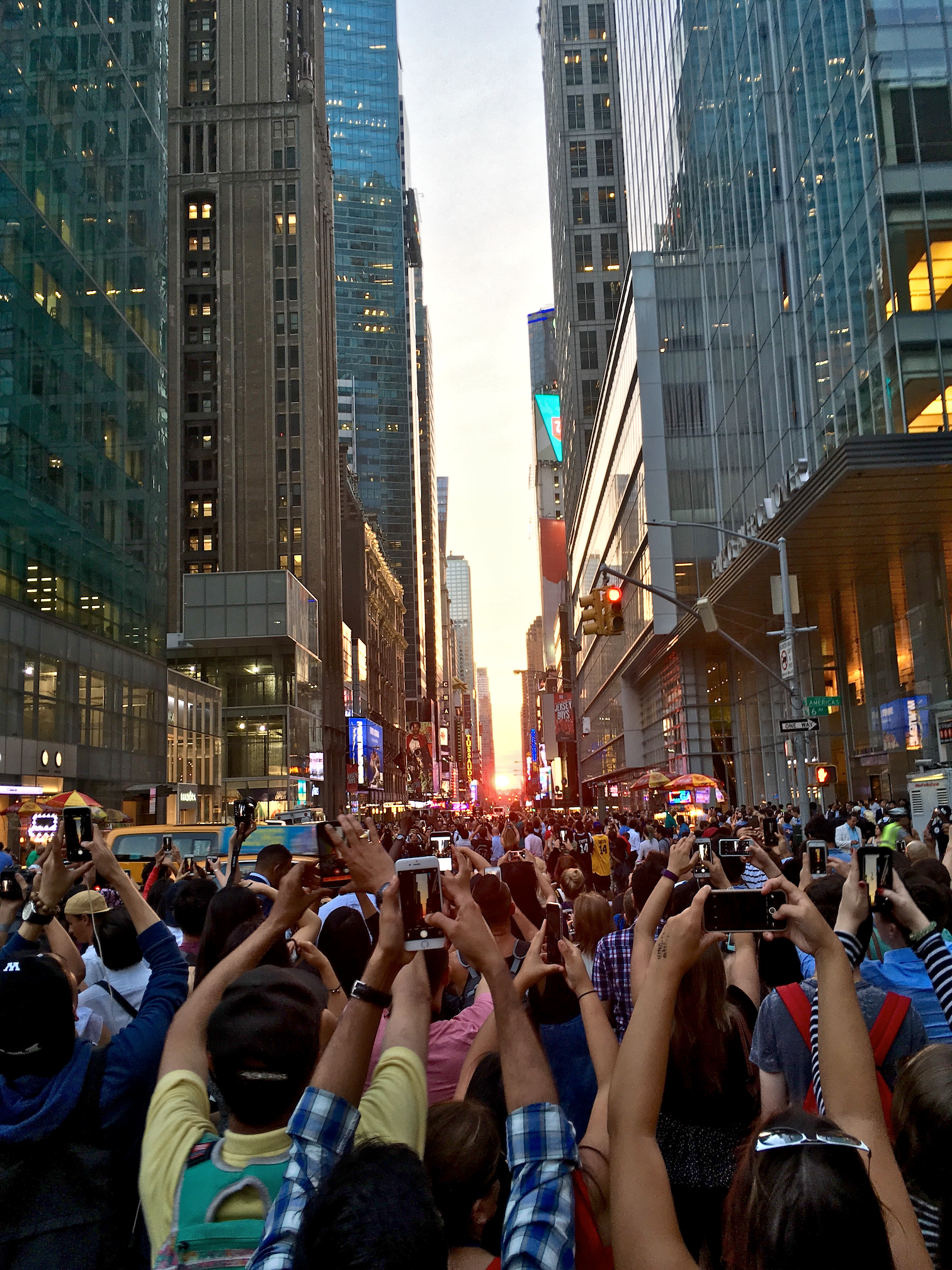
遊客在日落時向西觀看2016年7月12日的曼哈頓懸日。

在下面的表格中，"整顆太陽"是指太陽盤面全部出現在地平線之上，"部分太陽"是指太陽盤面有部分隱藏在地平線下的事件。
| 日期          | 時間  | 型態     |
| ------------- | ----- | -------- |
| 2011年5月31日 | 20:17 | 整顆太陽 |
| 2011年7月12日 | 20:25 | 整顆太陽 |
| 2011年7月13日 | 20:25 | 部分太陽 |
| 2012年5月29日 | 20:17 | 部分太陽 |
| 2012年5月30日 | 20:16 | 整顆太陽 |
| 2012年7月11日 | 20:24 | 整顆太陽 |
| 2012年7月12日 | 20:25 | 整顆太陽 |
| 2013年5月28日 | 20:16 | 部分太陽 |
| 2013年5月29日 | 20:15 | 整顆太陽 |
| 2013年7月12日 | 20:23 | 整顆太陽 |
| 2013年7月13日 | 20:24 | 部分太陽 |
| 2016年5月29日 | 20:12 | 部分太陽 |
| 2016年5月30日 | 20:12 | 整顆太陽 |
| 2016年7月11日 | 20:20 | 整顆太陽 |
| 2016年7月12日 | 20:20 | 部分太陽 |
| 2017年5月29日 | 20:13 | 部分太陽 |
| 2017年5月30日 | 20:12 | 整顆太陽 |
| 2017年7月12日 | 20:20 | 整顆太陽 |
| 2017年7月13日 | 20:21 | 部分太陽 |
| 2018年5月29日 | 20:13 | 部分太陽 |
| 2018年5月30日 | 20:12 | 整顆太陽 |
| 2018年7月12日 | 20:20 | 整顆太陽 |
| 2018年7月13日 | 20:21 | 部分太陽 |
| 2019年5月29日 | 20:13 | 部分太陽 |
| 2019年5月30日 | 20:12 | 整顆太陽 |
| 2019年7月12日 | 20:20 | 整顆太陽 |
| 2019年7月13日 | 20:21 | 部分太陽 |

## 其他城市的相關現象
同樣的現象也發生在其他的城市，只要街道的網格是整齊的，地平線的景色是暢通無阻的；通常採取棋盤式道路規劃的都市較易發生。如果街道是正確的南北和東西向，則日出和日落都將在春分日（3月21日左右）和秋分日（9月23日左右）的時候對齊。例如，在巴爾的摩，日出在3月25日和9月18日對齊，日落在3月12日和9月29日對齊。在芝加哥，日落在3月20日害9月25日與街道網格排成一列，這種現象被稱為"芝加哥懸日"。
在多倫多，落日於2月16日和10月25日與東西向的街道排成一排，也在當地被稱為"多倫多懸日"。在蒙特利爾，每年的6月12日左右可能會有"蒙特利爾懸日"。
當設計英國米爾頓凱恩斯市中心的建築師發現，在仲夏日升起的太陽和仲冬日西沉的太陽幾乎與大街對齊時，他們向格林威治天文台諮詢，以取得正確的角度。並說服工程師將道路走向調整幾度。
在美國麻薩諸塞州的劍橋市，在麻省理工學院的無盡長廊，於每年的1月11日和11月29日左右會出現麻省理工懸日，即在長廊的盡頭看見落日。

### 台灣
- 高雄—1月28日與11月12日。青年一路在黃昏可拍懸日奇景。[21]
- 台北—4月29日[22]及8月16日[23]，黃昏時在忠孝西路的天橋上可以拍到懸日。

### 香港
每逢10月19日在旺角亞皆老街往旺角東站的行人天橋，可以拍攝到日落美景。

## 在大眾文化
- "曼哈頓懸日"是2009年11月25日播出的"CSI：紐約"節目標題和主要劇情的元素[25]。
- 曼哈頓懸日現象是網路漫畫xkcd第1622幅的主題，標題為"亨格"（"Henge"）[26]。
- 這個現象出現在電視連續劇第二春第三季第十集："幼鴿"，"鴿子、鸚鵡和石膏"，的結尾[27]。
- 曼哈頓懸日在麗莎·葛籣瓦爾德（英语：Lisa Grunwald）2019年的小說一次又一次（Time After Time）扮演了重要角色  [28]。

## 外部連結
- 维基共享资源上的相關多媒體資源：曼哈顿悬日

媒體
- Flickr photos tagged with Manhattanhenge （页面存档备份，存于）
- Video interpretation of Manhattanhenge （页面存档备份，存于）
- Video on Science Friday website
- Manhattanhenge （页面存档备份，存于）, NOVA scienceNOW, first broadcast September 14, 2006

討論
- Hayden Planetarium discussion （页面存档备份，存于）

圖像和地圖
- Manhattanhenge images on Yahoo! news （页面存档备份，存于） July 12, 2011
- Interactive map showing Manhattanhenge visibility by time of year （页面存档备份，存于）